# AMD Socket G3
AMD Socket G3，是AMD伺服器平台的處理器插座。支援AMD Opteron處理器。原來該型插座是代號“Piranha”伺服器平台的一部分，用以取代前代的Socket F和Socket F+，支援雙路伺服器平台，計劃2009年推出。Socket G3插座的主機板會包含Socket G3 記憶體擴展器晶片（Socket G3MX），可以使一顆CPU可以連接更多的記憶體。
AMD原計劃在代號“Montreal”8核MCM處理器發布前發布Socket G3平台。在2008年第一季度時，基於45納米的K10.5微架構（K10改進版）的8核MCM晶片的研發計劃，由研發代號“Istanbul”的六核心晶片的計劃所取代。“Istanbul”將繼續使用既有的Socket F/F+平台（包括Nvidia、Broadcom生產的使用該插座的晶片組），使用“Istanbul”處理器的平台改稱“Fiorano”伺服器平台，於2009年發布。
在AMD宣布計劃更迭的時候，Socket G3平台在2008年3月被取消研發。但Socket F/F+的下一代處理器插座則變為同樣是LGA封裝，擁有1974個腳位的Socket G34。

## 外部連結
- AMD Opteron processors（页面存档备份，存于）